# フレーバーミルク
フレーバーミルク(英語: Flavored milk)は、甘味を付けた乳飲料で、牛乳、砂糖、着色料、そして人工または天然の香料から作られる。フレーバーミルクは、しばしば超高温加熱処理法により殺菌され、牛乳と比べて賞味期限が長くなる。予め混ぜたものが他の乳飲料と一緒に冷蔵ケースで売られる他、自分で牛乳に溶かして使う粉末やシロップ、味を付けたストロー等も売られている。

## タイプ
フレーバーミルクは、砂糖、着色料、そして多くは安価な人工香料を含み、特に子供に対して牛乳を飲みやすくするものである。人工香料の例として、イチゴの香りを付けるためにエチルメチルフェニルグリシデートを用いることである。牛乳に加える粉末や既に混合した乳飲料として売られている。ストローに味がついているものもあり、またビタミンやミネラルを補給できるものもある。
インド亜大陸では、瓶入りのスパイス（マサラ）ミルクに人気がある。オーストラリアは世界で最もフレーバーミルクの消費率が高く、2004年には1人当たり9.5リットルに達した。
長年に渡って、アメリカ合衆国中西部の牛乳会社であるケンプスが、バナナ味の"Monkey Business"を含めて様々なフレーバーミルクを市場に出していた。人々の思い込みに反し、その乳飲料には本物のバナナは含まれていなかった。
フレーバーミルクは、オーストラリアの南オーストラリア州と西オーストラリア州で特に人気がある。2013年のサンデー・タイムズの記事は、西オーストラリア州は「オーストラリアのフレーバーミルクの首都」であり、2億2000万ドルの産業、1人当たり平均消費量19リットル、アイスコーヒーだけで40種類が入手できると報じた。同様に、2006年のアデレード・アドバタイザーは、南オーストラリア州は、毎年4500万リットルのフレーバーミルクを消費し、82%のシェアをFarmers Unionブランドが占めていると報じた。アジア太平洋地域で最大のボトラーの1つであるCoca-Cola Amatilによると、南オーストラリア州はフレーバーミルクの売上げがコーラの売上げを上回る唯一の地域である。

## 論争と批判
著名料理人のジェイミー・オリヴァーは、公立学校がカフェテリアでフレーバーミルクを提供していることについて、アメリカ合衆国で議論を呼んだ。賛成派は、フレーバーミルクにより、それなしでは牛乳を飲まなかった子供達が栄養を取れるようになり、牛乳の利益はスプーン1杯の砂糖より重いと主張している。反対派は、肥満や心臓病の割合が上がっており、子供達は普通の牛乳を飲むように教えられるべきだと主張している。
90以上のフレーバーミルクを対象とした2018年の調査で、フレーバーミルクは同量のソフトドリンクに匹敵する砂糖を含み、最も売り上げの良いブランドの多くは、1杯当たり1日の推奨量に当たる砂糖を含んでいることが明らかとなった。